# Йохан III Грюнвалдер
Йохан III Грюнвалдер или Йоханес (на немски: Johannes III Grünwalder, * сл. януари 1392, дворец Грюнвалд, Мюнхен, † 2 декември 1452, Виена) е кардинал и от 1443/1448 до 1452 г. като Йохан III княжески епископ на Фрайзинг.

## Биография
Грюнвалдер е извънбрачен син на херцог Йохан II от Бавария-Мюнхен и Анна Пирсер.
За него е избрана духовна кариера. Следва във Виена, от 1416 до 1418 г. следва в Падуа църковно и римско право и става доктор по право. През януари 1422 г. е избран с помощта на Вителсбахите за епископ на Фрайзинг, но папа Мартин V игнорира този избор. Aнтипапа Феликс V го издига през 1440 г. на кардинал. През 1443 г. той е избран отново за епископ на Фрайзинг.
Йохан III Грюнвалдер умира по време на преговори с унгарците на 2 декември 1452 г. във Виена и е погребан във Фрайзингер Хоф във Виена.